# Esther Duflo
Esther Duflo, FBA, sinh ngày 25 tháng 10 năm 1972 là một nhà kinh tế học mang hai quốc tịch Pháp-Mỹ. Bà là nhà sáng lập và giám đốc Abdul Latif Jameel Poverty Action Lab (J-PAL) và là Giáo sư Giảm nghèo và Kinh tế phát triển tại Đại học Massachusetts Institute of Technology
Năm 2009, bà được vinh danh bởi MacArthur Fellowship, được ví như nhà tài trợ "thiên tài" . Ngày 21 tháng 5 năm 2009, bà trở thành người nhận đầu tiên của giải thưởng quốc tế Calvó-Armengol..

Tờ tạp chí Mỹ Foreign Policy đưa bà vào danh sách 100 nhà trí thức của thế giới vào tháng 5 năm 2008. Bà là một trong 8 nhà kinh tế học trẻ trên thế giới, trong danh sách của tờ The Economist. Tạp chí Time gọi bà là một trong 100 người ảnh hưởng nhất thế giới vào tháng 4 năm 2011.
Duflo được đồng nhận giải Nobel Kinh tế năm 2019 về khoa học kinh tế với chồng Abhijit Banerjee và Michael Kremer, "vì cách tiếp cận thử nghiệm của họ để giảm nghèo toàn cầu."
Nghiên cứu của bà tập trung vào các vấn đề kinh tế vi mô ở các nước đang phát triển, bao gồm hành vi hộ gia đình, giáo dục, tiếp cận tài chính, y tế và đánh giá chính sách. Cùng với Banerjee, Dean Karlan, Kremer, John A. List và Sendhil Mullainathan, cô đã là một động lực thúc đẩy các thí nghiệm thực địa như một phương pháp quan trọng để khám phá mối quan hệ nhân quả trong kinh tế học. Bà cũng là đồng tác giả một cuốn sách với Abhijit Banerjee có tên là "Kinh tế tốt cho thời đại khó khăn" Juggernaut Books, sẽ được phát hành vào tháng 10 năm 2019.